# Збандут Геннадій Пантелейович
Збандут Геннадій Пантелейович (1929—1990) — український організатор кіновиробництва. Доктор філософських наук (1986). Нагороджений орденом Жовтневої революції, медалями, значком «Отличник кинематографии СССР».
Народився 20 квітня 1929 р. Закінчив філологічний факультет Одеського державного університету ім. І. Мечникова (1953).
Викладав філософію в Одеському університеті. Був головним редактором і директором Одеської кіностудії.
Автор багатьох статей з питань кіномистецтва. Лауреат премії Спілки кінематографістів УРСР (1981) за статті у пресі.
Був членом Спілки кінематографістів України.
Помер 8 червня 1990 року в Одесі. Похований в Одесі на Другому християнському цвинтарі.
На будівлі Одеської кіностудії йому встановлено меморіальну дошку.